# Bagnères-de-Luchon

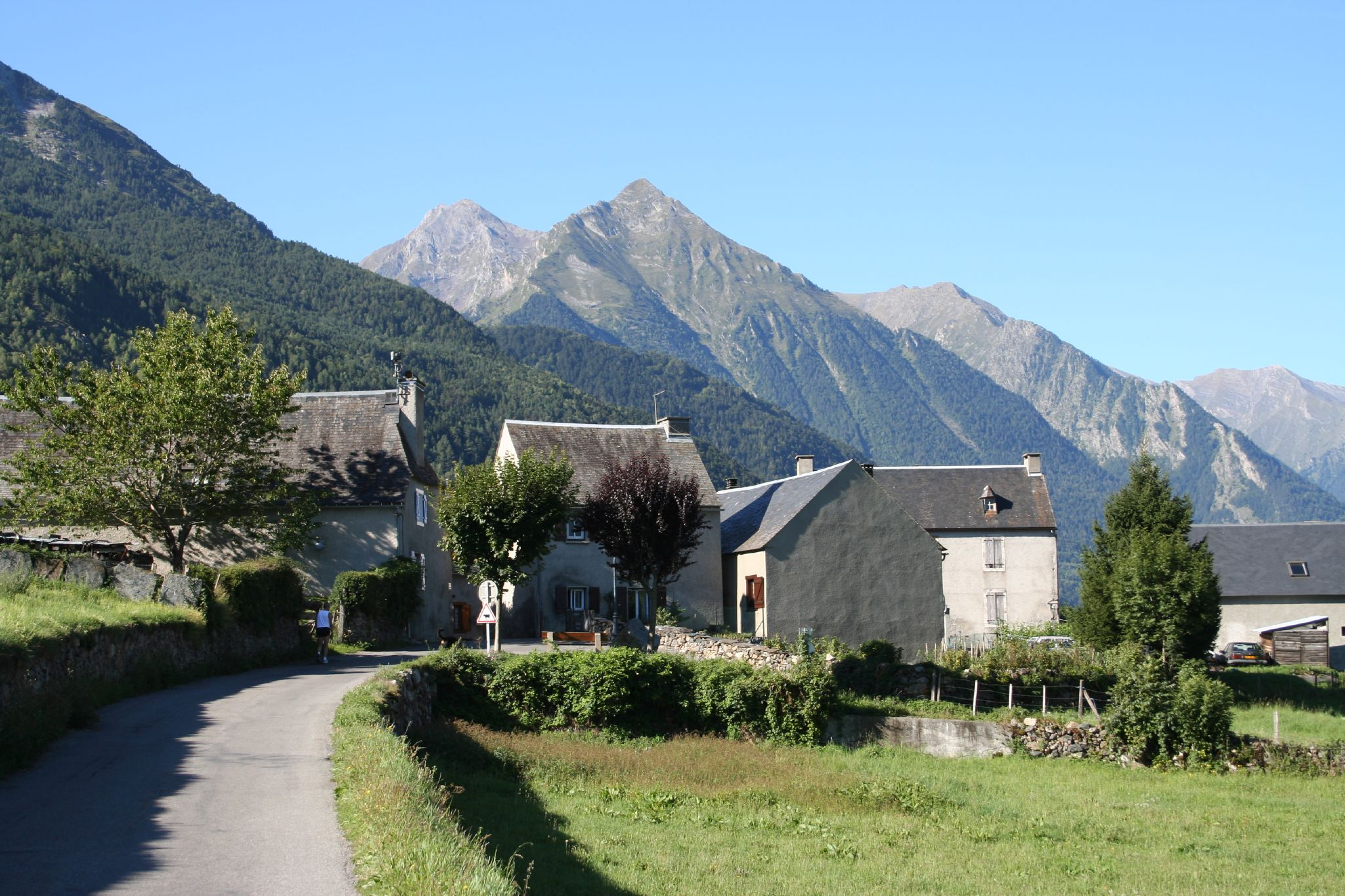
Luchon.

Bagnères-de-Luchon, também conhecida apenas como Luchon, é uma comuna francesa no departamento de Haute-Garonne. População de 2.900 habitantes (1999).

Brasão de Bagnères-de-Luchon.

## Tour de France

### Chegadas
- 2010 :